# Charaxes grahamei
Charaxes grahamei е вид пеперуда от семейство Многоцветници (Nymphalidae). Видът не е застрашен от изчезване.

## Разпространение и местообитание
Разпространен е в Танзания.
Обитава гористи местности, склонове и езера.